# Polonghera
Polonghera is een gemeente in de Italiaanse provincie Cuneo (regio Piëmont) en telt 1134 inwoners (31-12-2004). De oppervlakte bedraagt 10,4 km², de bevolkingsdichtheid is 109 inwoners per km².

## Demografie
Polonghera telt ongeveer 475 huishoudens. Het aantal inwoners daalde in de periode 1991-2001 met 10,2% volgens cijfers uit de tienjaarlijkse volkstellingen van ISTAT.
| Jaar | Inwoneraantal |
| ---- | ------------- |
| 1991 | 1267          |
| 2001 | 1138          |

## Geografie
De gemeente ligt op ongeveer 245 m boven zeeniveau.
Polonghera grenst aan de volgende gemeenten: Casalgrasso, Faule, Moretta, Murello, Pancalieri (TO), Racconigi.